# 比企則員
比企 則員（ひき のりかず）は、戦国時代から江戸時代前期にかけての武蔵国の武将、江戸幕府旗本。比企能員の末裔を称し、比企郡中山村（現在の埼玉県比企郡川島町中山）に金剛寺を中興して一族の菩提寺とした。

## 生涯
永禄元年（1558年）、比企政員（左馬助）の子として生まれる。父の政員は関東の上杉家に仕え、永禄4年（1561年）には北条氏と戦って功績があったという。
『寛政重修諸家譜』によれば、則員は幼少期に、上田上野介朝広（上田憲定）のもとにあった。上田氏はもともと扇谷上杉家の重臣として知られた一族で、武蔵松山城を本拠とし、小田原北条氏の傘下に入った国衆である。天正年間（1573年 - 1592年）には常陸国に出陣して筑波山麓で「真壁道無」（真壁久幹）と戦い、武功を挙げた。また、下野国の皆川氏と太平山で戦って高名であったという。また、天正年間に中山（現在の埼玉県比企郡川島町中山）に金剛寺を再興して一族の菩提寺としたとされている。
天正18年（1590年）、豊臣秀吉の小田原征伐の際、松山城も前田利家らの軍勢に包囲されるが、この際に比企則員も守備陣に加わっている。則員はその後比企郡で蟄居し、慶長6年（1601年）に結城秀康に召し出されたものの、まもなく病気によってふたたび蟄居した。その後、慶長16年（1611年）に則員の子・比企義久（次左衛門）が徳川家に仕えると。則員も慶長18年（1613年）に本多正信によって川越で召し出された。
慶長19年（1614年）、則員が病気であると聞いた家康は、「万病円」という薬を100粒与えるとともに、特に言葉を伝えた。元和2年（1616年）没、享年59。